# Batalla del Abismo de Helm
La batalla del abismo de Helm es una batalla ficticia, perteneciente a la Guerra del Anillo, que se narra en la novela El Señor de los Anillos, del escritor británico J. R. R. Tolkien. En esta batalla se enfrentaron las fuerzas de Rohan y las de Isengard. Participaron también varios miembros de la Comunidad del Anillo y los ucornos.

## Historia
Durante la Guerra del Anillo, los hombres de Rohan se refugiaron en el Abismo de Helm ante el asedio del ejército de Saruman el Blanco, compuesto por unas enormes fuerzas de más de 10 000 efectivos entre uruks, orcos, semiorcos y huargos. El objetivo de las fuerzas de Isengard era aniquilar totalmente al pueblo de Rohan, y dejar a Gondor sin aliados formales ante las legiones de Sauron.
Algunos de los héroes que participaron en esta batalla son Aragorn, Legolas y Gimli, además del Rey Théoden de Rohan, y Éomer, sobrino y heredero del rey.
La victoria, a pesar de contar los atacantes con efectivos muy superiores a los defensores, se produjo por la combinación de tres factores:
- Por un lado, la excelente defensa que proporcionaba la fortaleza, combinada con la gran destreza y bravura demostrada por los hombres de Rohan, y con las heroicidades personales de algunos defensores.
- La llegada de Gandalf el Blanco y Erkenbrand, que acudieron con un ejército de hombres del Folde Oeste en ayuda del rey.
- La entrada en escena de los Ucornos, unas misteriosas criaturas sobre las que se sabe muy poco, mitad Ent y mitad árbol corriente. Los ucornos son muy hostiles, y habían sido despertados para luchar contra Saruman. Un enorme bosque ucorno apareció frente a Cuernavilla tras una noche de asedio, eliminando a cuantos orcos u hombres se internaron en él.

La derrota de Isengard supuso una gran victoria para Los Pueblos Libres sobre el mayor y principal aliado de Sauron en esos momentos. También provocó que Mordor le declarara la guerra abierta finalmente a la Tierra Media.
Esta fue una de las batallas más grandes y crueles de la Guerra del Anillo y, aunque las bajas en el ejército de Isengard fueron prácticamente totales, Rohan también perdió una cantidad considerable de población.

## Adaptaciones
En la versión de Ralph Bakshi, la batalla sigue casi los mismos movimientos que en el libro, sin embargo, el fuego de Isengard es retratado como un enorme cometa que, proveniente de Isengard, deja un enorme agujero en la muralla.
En la película de Peter Jackson un grupo de elfos galadhrim llegados desde Lothlórien al mando de Haldir, enviados a petición de Elrond, se incorpora a la batalla. Durante el combate Haldir resulta gravemente herido y muere en brazos de Aragorn. Esto no aparece en la novela y resulta difícil de creer, en el mundo que describe Tolkien, pues el camino era largo y probablemente hostil para llegar con tiempo a la batalla. Además, los elfos estaban decayendo en la Tierra Media y, con algunas excepciones, no se interesaban por los devenires de esta batalla contra Sauron y Saruman. Otro detalle importante es que en el libro Éomer se encuentra desde un inicio en el abismo, además de que Edoras no fue evacuado, es decir, en el abismo sólo había soldados y guerreros de Rohan, los aldeanos o civiles permanecieron en Edoras, quedando la ciudad bajo el cargo de Eowyn, aunque en el filme está última va al Abismo de Helm junto a la población de Edoras.